# Загоскино (Ульяновская область)
Загоскино — село в Майнском районе Ульяновской области. Входит в состав Игнатовского городского поселения.

## География
Расположено в 27 км к югу от районного центра Майна на реке Гуща.

## История
Село Загоскино было основано в конце XVII века. Название по фамилии первых владельцев — Загоскины. Старое название Преображенское связано с церковью Преображения, построенной в XVIII веке.
В 1780 году, при создании Симбирского наместничества, село Загоскино, при речке Гуще, помещиковых крестьян, вошло в состав Тагайского уезда.
С 1796 года в составе Сенгилеевского уезда Симбирской губернии.
В 1859 году село Загоскино (Преображенское) входило в состав 2-го стана Сенгилеевского уезда Симбирской губернии, в котором в 212 дворах жило 1819 человек, имелась церковь.
Начальная школа в селе открылась в 1870 при содействии И. Н. Ульянова. В результате крестьянской реформы загоскинские помещики, дворяне (Столыпины, Сабанины, Мельгуновы, Шильниковы и др.) получили 2154 дес. пашни и почти весь лес — 449 дес. На 1822 год крестьян душевых надела приходилось 3014 дес., поэтому около 1 тыс. дес. крестьяне брали в аренду. Выкупные платежи с крестьян составляли около 10 тыс. рублей в год. Половина загоскинских крестьян занималась плотницким отхожим промыслом, нанималась на косьбу и уборку хлебов в Заволжские губернии.
В 1888 году была построена новая церковь. Престолов в нём три: главный в честь Преображения Господня, в правом приделе в честь Рождества Христова и в левом во имя свв. безсребренников и чудотворцев Космы и Дамиана. Она была как памятник 32 рабочим фабрики купца Акчурина, погибшим во время пожара. С 1861 года при церкви в зимнее время велись учебные занятия.
В 1913 году в селе Загоскино (Преображенское) было 502 двора, 2413 жителей (русские), деревянная Преображенская церковь, построенная в 1888 году (не сохранилась), земское училище (с 1870 года), 2 паровых мельницы. При селе находилась усадьба дворян Шильниковых.
Три семьи в селе владели мельницами, пять хозяйств занимались пчеловодством.
Советская власть установлена в 1918 году.
В 1928 году село вошло в состав Майнского района Ульяновского округа Средне-Волжской области (с 1929 — Средне-Волжского края, с 1935 — Куйбышевского края, с 1936 — Куйбышевской области).
Первая сельхозартель «Строитель» организована в 1929 году.
В 1932 году появился колхоз «Пахарь», позднее возник колхоз «Красная Зорька». В 1950 году эти три хозяйства объединили в колхоз им. Ленина.
С 1943 года в составе Ульяновской области.
В 1968 году была снесена церковь Спаса Преображения.
С 2005 года входит в состав Игнатовского городского поселения.

## Население
| 1996 | 2010 |
| ---- | ---- |
| 883  | ↘608 |

## Уроженцы и жители села
- Загоскино — родина Героя Советского Союза разведчика В. П. Зимина (1917—1945).
- С 1931 по 1945 год в Преображенской церкви села служил Гермоген (Кузьмин)[8].
- Денисов Валентин Петрович — российский политический деятель, депутат Государственной Думы ФС РФ.

## Инфраструктура
В настоящее время в селе одно из лучших в области сельскохозяйственное кооперативное предприятие им. В. И. Ленина, животноводческий комплекс по выращиванию племенных телок, школа, ДК, библиотека, памятник погибшим в Великой Отечественной войне.

## Достопримечательности
- Родник «Гремячий», святой источник Илии Пророка[9]
- Памятник-обелиск «Алёша» (с. Загоскино, 80-е гг.)[10]